# Боржинський Федір Кіндратович
Фе́дір Кіндра́тович Боржи́нський (Уроджений — Федір Демидович Макушек) (* 3 лютого 1879, Верхнячка, Уманський повіт, Київська губернія — † 14 лютого 1919, Юзівка, Бахмутський повіт, Катеринославська губернія) — український дипломат, перший посол Української Держави в Кубанській Народній Республіці.

## Життєпис
Народився 3 лютого 1879 в селянській родині села Верхнячка Уманського повіту Київської губернії.
У царській армії з 1899 року — рядовий 51-го піхотного Литовського полку у Сімферополі. 1904 року в чині підпоручника у Східно-Сибірському стрілецькому полку воював проти японців, поранений.
Мав диплом філолога-сходознавця, вільно володів китайською, монгольською, бурятською і японською мовами. З 1910 по 1914 рік — офіцер розвідки штабу Іркутського військового округу. Під видом купця побував у Халарі, на річці Керулен і озері Далай-Нор, у містах Халха і Урга. Мав доручення доставити на секретні переговори до Петербурга монгольську делегацію. 11 жовтня 1911 в Китаї вибухнула Синьхайська революція, стало не до Монголії, остання стрімко змінила вектор в напрямку Росії.
За заслуги цього періоду, після серії «закордонних далекосхідних відряджень» — розвідувальна робота в Китаї, Монголії та на Далекому Сході — став бароном — російський уряд визнав за ним дворянський титул, отриманий від уряду Монголії — новопосілий Богдо-Геген Джебцзун-Дамби-Хухутхи.
Як дійсний член Східно-Сибірського відділу Географічного товариства склав першу детальну географічну карту Монголії, написав наукові роботи з історії, культури та етнографії Монголії і Китаю. 1911 в Іркутську одружився, жінка українка.
На фронтах Першої світової війни у складі Іркутської козацької сотні, розгорнутої у дивізіон. Пізніше став сотником Читинського, а потім Хоперського козацького полку.
Поводився хоробро, іноді аж до відвертої бравади — міг піднятися з шанця і пригрозити пальцем німцям у траншеях навпроти, спровокувавши їх на хаотичну стрілянину. Поранений в 1915 у боях на теренах Польщі. В серпні 1915 нагороджений золотою Георгіївською зброєю. За бої на Кавказі отримав орден Святого Георгія й іменну зброю та звання підполковника (січень 1917).
Навесні 1918 повернувся до України. Перше урядове призначення — у червні 1918 — консулом України у П'ятигорську, де з терськими козаками північнокавказької «столиці» антибільшовицького руху Боржинський швидко знайшов спільну мову.
20 вересня 1918 року гетьман Скоропадський надав йому звання полковника і призначив повноважним представником Української держави на Кубані (консульським агентом першого розряду). Наприкінці вересня розпочав службу.
За сприяння посла Боржинського місцева «Просвіта» розгорнула видавництво книг, друк газет і навчання українською мовою. 28 жовтня в таємному звіті голові МЗС Української держави повідомив, що назріває конфлікт між урядом Кубані і керівництвом Добровольчої армії, наголосив на потребі поширити українську пропагандивну роботу серед козацьких верств. 8 листопада наказом Скоропадського Боржинського підвищено в ранзі до міністра-резидента Української держави при Кубанському уряді — перший ранг представництва.
За проукраїнську діяльність потрапив до «чорного списку» денікінців. У листопаді в його помешканні та в посольстві денікінці проводять труси. Під час перебування у Катеринодарі підданий цькуванню в білогвардійській пресі.
28 листопада дипломат пише до Києва про доцільність відкрити в Катеринодарі українську торговельну палату, консульства в Новоросійську і Ставрополі та віцеконсульство в Туапсе.
Коли антиукраїнський психоз досяг апогею, був арештований денікінцями. Незабаром його звільнили з умовою негайно виїхати до України. У лютому 1919-го Боржинський їде до Києва, щоб отримати інструкції щодо подальшої роботи на Кубані від Директорії. Отамани донських і кубанських козаків відмовляли його, переживаючи за безпеку, проте він вирушив, сподіваючись на недоторканність як дипломата держави Україна.
13 лютого на станції Волноваха фірмовий вагон посла оточили солдати Добрармії. Боржинського з підлеглими з дипломатичної місії вивезли до Юзівки. Серед них були секретар дипломата Андрій Юхимович Тесля з дружиною, відомий кооператор Микола Левитський, який був радником міністра-резидента, та інші. Всіх заарештованих передали військово-польовому суду. Боржинського звинуватили у зраді: полковник російської армії перейшов до «сепаратистів-зрадників». А. Ю. Теслю звинувачували в антидержавній діяльності під час війни, у цьому ж звинувачували і М. В. Левитського. Решту заарештованих виправдало ще слідство. Суд засідав уночі 14 лютого. Боржинського засудили до розстрілу й тієї ж ночі дипломата розстріляли денікінці за Юзівкою в якийсь улоговинці. А. Ю. Тесля за словами Миколи Левитського на суді заявив, що він у складі місії не був, а записався туди фіктивно з метою пробратися в Лубни, звідки він повинен був втікати від переслідування української влади і німців; що він ніколи українцем (у сенсі політичних устремлінь) не був і не вважає себе таким; що він завжди був російським патріотом; з Боржинським нічого спільного не має. Після цього його виправдали. Самого Левитського, за його словами, звільнили від покарання через його старість. Після цього подружжя Тесля і Левитський були відправлені до Ростова. Тіло розстріляного дипломата залишили на місці розстрілу непохованим. Його впізнали за українською чумаркою (чоботи нібито були зняті).
Через кілька днів юзівські робітники таємно поховали в Юзівці. Все це розповів Микиті Мандриці Микола Левитський, коли зустрів його в лютому 1919 року в Ростові.